# Kropfbühelkirche

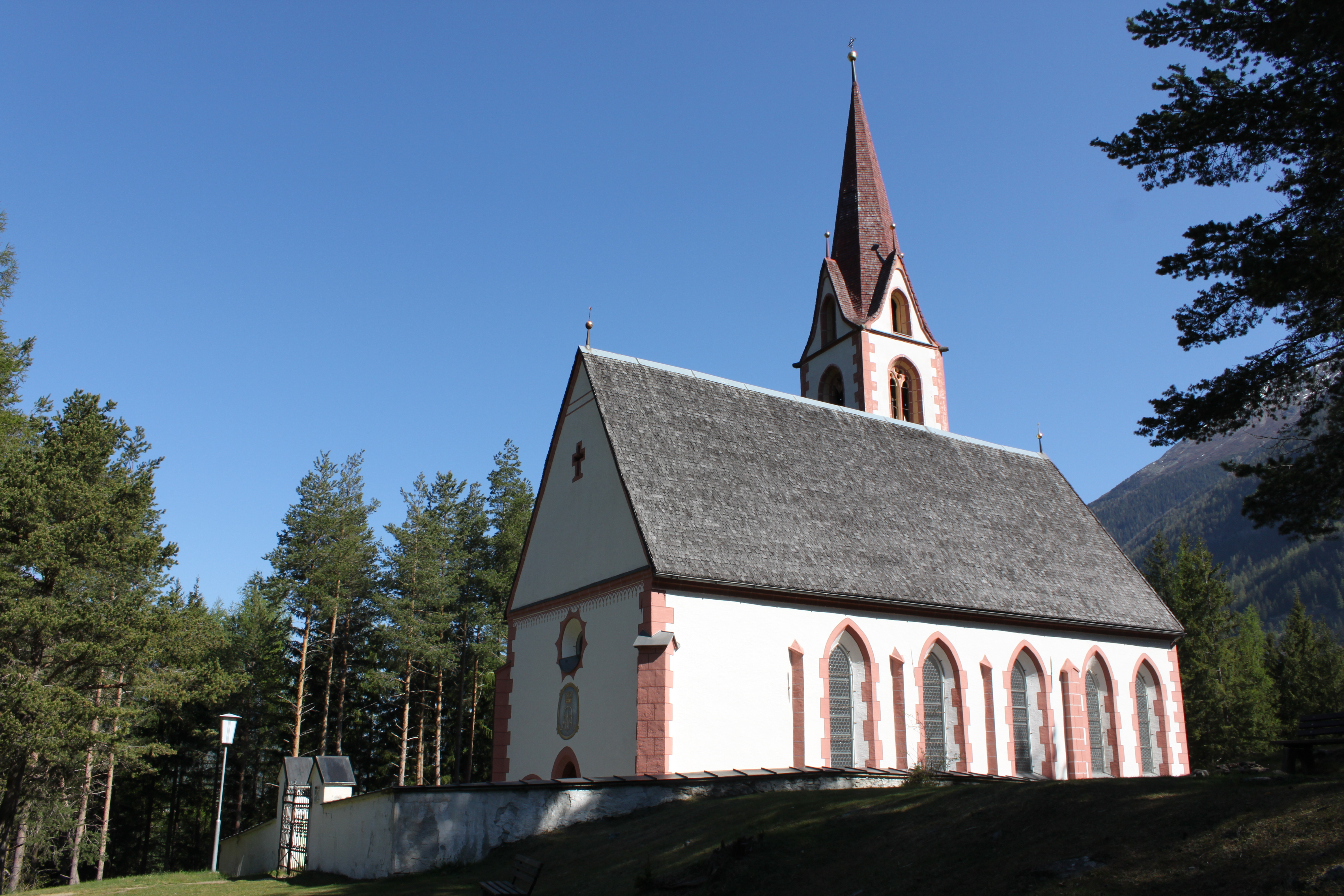
Filialkirche am Kropfbühel (2011)

Die Filialkirche Hl. Dreifaltigkeit ist eine römisch-katholische Kirche in der Gemeinde Längenfeld im Ötztal und steht links der Ötztaler Ache auf dem so genannten Kropfbühel.
Die alleinstehende Kirche ist von einer Mauer umgeben. Die Kirche ist im Talgrund über eine Fußgängerbrücke über die Ötztaler Ache erreichbar.
Urkundlich wurde die Kirche von 1661 bis 1666 durch den Maurermeister Christian Keil errichtet und ist in der äußeren Erscheinung im spätgotischen Stil. Das vierjochige Langhaus und der zweijochige Chor mit 3/8-Schluss sind in gleicher Breite und sind mit einem Tonnengewölbe mit spitzbogigen Stichkappen überwölbt. Der Kirchturm mit Spitzgiebelhelm steht im Norden am Chor, das Glockengeschoß ist durch ein Gesimse abgesetzt.
Der Hochaltar um 1670 wird dem Schreiner Kassian Götsch und dem Bildhauer Joseph Witwer zugeschrieben. Weitere Figuren sind vom Bildhauer Joseph Götsch.